# 张彬彬
張彬彬（1993年1月19日—），男，江蘇无锡人，中國内地演员。

## 個人經歷
张彬彬畢業於上海戲劇學院。2013年參演了个人的首部電視劇作品《微時代》，並在劇中飾演韓定一一角而成名出道。2015年，出演《微微一笑很傾城》中的K.O.一角開始為其打開知名度。2017年，出演《三生三世十里桃花》離鏡及《秦時麗人明月心》中秦王嬴政一角而聲名大噪。2018年，出演的網絡劇《烈火如歌》播出。2019年，主演的電視劇《小女花不棄》大受歡迎。2021年，主演網路劇《司藤》大受好評。2022年，主演《兩個人的小森林》莊羽教授獲得粉絲喜愛。2022年，首部仙俠劇一人分飾四角，主演《月歌行》，一人一仙一神守護三界，演技獲得粉絲喜愛及觀眾的認可。2023年，主演網路劇《三分野》，取得良好成績，被網友推選為新一代的「現偶蘇神」。

## 影视作品

### 電視劇／ 網路劇
| 首播年份 | 剧名                       | 角色               | 备注   |
| 2014年   | 《爱的M型转弯》            | 小江               | 短剧   |
| 2014年   | 《微時代》                 | 韓定一             |        |
| 2015年   | 《匆匆那年：好久不見》     | 喬燃               | 網路劇 |
| 2016年   | 《寂寞空庭春欲晚》         | 納蘭容若           |        |
| 2016年   | 《都市妖奇談》             | 劉地               | 網路劇 |
| 2016年   | 《隐形的翅膀》             | 段罡               |        |
| 2016年   | 《微微一笑很傾城》         | KO                 |        |
| 2017年   | 《漂亮的李慧珍》           | 林一木             |        |
| 2017年   | 《三生三世十里桃花》       | 離鏡               |        |
| 2017年   | 《秦時麗人明月心》         | 嬴政               |        |
| 2018年   | 《烈火如歌》               | 戰楓               |        |
| 2019年   | 《小女花不棄》             | 陳煜／蓮衣客       |        |
| 2019年   | 《我愛你，這是最好的安排》 | 夏雨行             |        |
| 2021年   | 《暴風眼》                 | 馬尚               |        |
| 2021年   | 《司藤》                   | 秦放               | 網路劇 |
| 2021年   | 《我和我們在一起》         | 許誠逸             |        |
| 2022年   | 《兩個人的小森林》         | 庄羽               |        |
| 2022年   | 《月歌行》                 | 陸離／洛歌         | 網路劇 |
| 2023年   | 《三分野》                 | 徐燕時             | 網路劇 |
| 2023年   | 《我的人間煙火》           | 索俊               |        |
| 2024年   | 《手術直播間》             | 鄭仁               |        |
| 2025年   | 《千朵桃花一世開》         | 謝雪臣／昭明／魔尊 |        |
| 待播     | 《餘生有涯》               | 秦南               |        |
| 待播     | 《龙骨焚箱》               |                    | 網路劇 |

## 综艺节目

### 常駐綜藝
| 播出日期                     | 播出平台         | 節目名稱                | 备注        |
| 2018年12月27日-2019年1月31日 | 騰訊視頻         | 超越吧！英雄            |             |
| 2021年7月4日-9月12日         | 東方衛視         | 極限挑戰寶藏行 (第二季) | 1～7、9、10 |
| 2022年2月19日-4月30日        | 騰訊視頻         | 一往無前的藍            | 1～7、9、10 |
| 未定                         | 湖南衛視、芒果tv | 真正的勇士              |             |

## 音樂作品
| 歌曲名稱               | 說明                                        | 發行時間   |
| 《我們的時代》         | 《微時代》電視劇片尾曲                      | 2014-07-21 |
| 《天梯》               | 《微时代》電視劇插曲                        | 2014-07-21 |
| 《一笑傾城》           | 《微微一笑很傾城》電視劇片頭曲，V笑天團版本 | 2016-08-05 |
| 《愛得起》             | 《漂亮的李慧珍》電視劇插曲                  | 2017-01-27 |
| 《回江南》             | 《我和我的家鄉》第二季第二期歌曲            | 2021-1-8   |
| 《下落不明》           | 《司藤》網路劇插曲                          | 2021-3-13  |
| 《Wonderful Surprise》 | 《司藤》網路劇插曲                          | 2021-3-13  |
| 《若有先知》           | 《月歌行》網路劇片尾曲                      | 2022-8-11  |
| 《好像都一樣》         | 《兩個人的小森林》電視劇片尾曲              | 2022-9-9   |
| 《找到你》             | 《兩個人的小森林》電視劇插曲                | 2022-9-15  |
| 《半心劫》             | 《月歌行》網路劇插曲                        | 2022-12-15 |
| 《每當和你在一起》     | 《三分野》電視劇片尾曲                      | 2023-5-23  |
| 《很像你，成為你》     | 《手術直播間》電視劇插曲                    | 2024-4-6   |
| 《Hidden Wisdom》      | 《手術直播間》電視劇插曲                    | 2024-4-6   |

## 獲獎紀錄
- 2016-01-28    新京報中國時尚權力榜年度演藝圈新銳勢力獎（獲獎）
- 2017-08-23    InStyle年度偶像盛典年度人氣男藝人（獲獎）
- 2017-08-31    第1屆微博時尚盛典年度最具實力新銳男明星（獲獎）
- 2018-01-01    2017國劇盛典年度潛力演員獎（獲獎）
- 2022-01-01    2021國劇盛典年度優秀演員獎（獲獎）
- 2025-01-01    2024國劇盛典年度螢屏表現力演員獎（獲獎）